# Nehvizdská
Nehvizdská je ulice v Hloubětíně na Praze 14, která spojuje ulici Zelenečskou a Mochovskou. Od západu do ní ústí ulice Sadská. Má přibližný severojižní průběh.

## Historie a názvy
Nazvána je podle středočeské obce Nehvizdy v okrese Praha-východ, u které v prosinci 1941 přistáli členové skupiny Anthropoid Jan Kubiš a Jozef Gabčík.
Ulice vznikla v Novém Hloubětíně v roce 1925 a původně vedla od Poděbradské severním směrem, v souvislosti s budováním sídliště Hloubětín byla v roce 1962 na severu prodloužena a na jihu zkrácena. V době nacistické okupace v letech 1940–1945 se německy nazývala Nechwister Straße. Ulice je v celém profilu jednosměrná.

## Budovy a instituce
- Bytový dům Zelenečská–Nehvizdská (Bydlení Hloubětín), Nehvizdská 954/7, byl realizován v letech 2007–2008. Má pět nadzemních a dvě suterénní podlaží, kde jsou garážová stání. V objektu, který má půdorys písmene L, je 56 bytů různých dispozic i velikostí.[5] Pro dům je charakteristické prolomení v místech vstupů a schodišť a barevnost jednotlivých částí objektu. Fasády pokrývají odstíny bílé, okrové, oranžové a olivově zelené.[6]
- Oddělení dopingové kontroly VFN a 1. LF UK, Nehvizdská 22/8. Oddělení provádí analýzu vzorků moči na zakázané dopingové látky. Vzorky k analýze dodávají národní antidopingové orgány, mezinárodní sportovní federace a Světová antidopingová agentura. Dříve zde bývaly jesle.[7]
- Mateřská škola Praha 9 - Hloubětín, odloučené pracoviště Sadská 530/20, kmenová budova je v Zelenečské 500/32.[8]

## Galerie

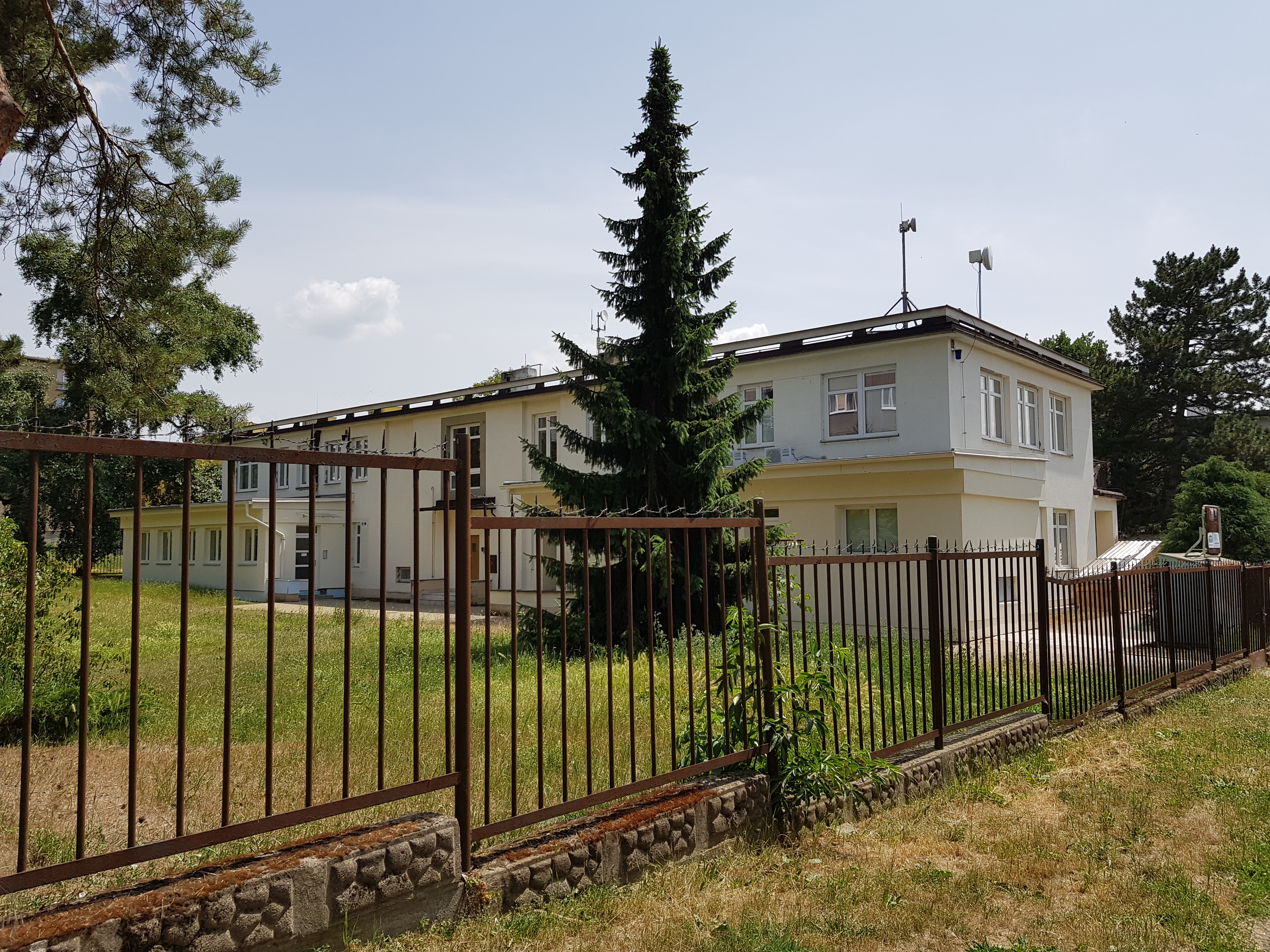
Dům čp. 22/8.
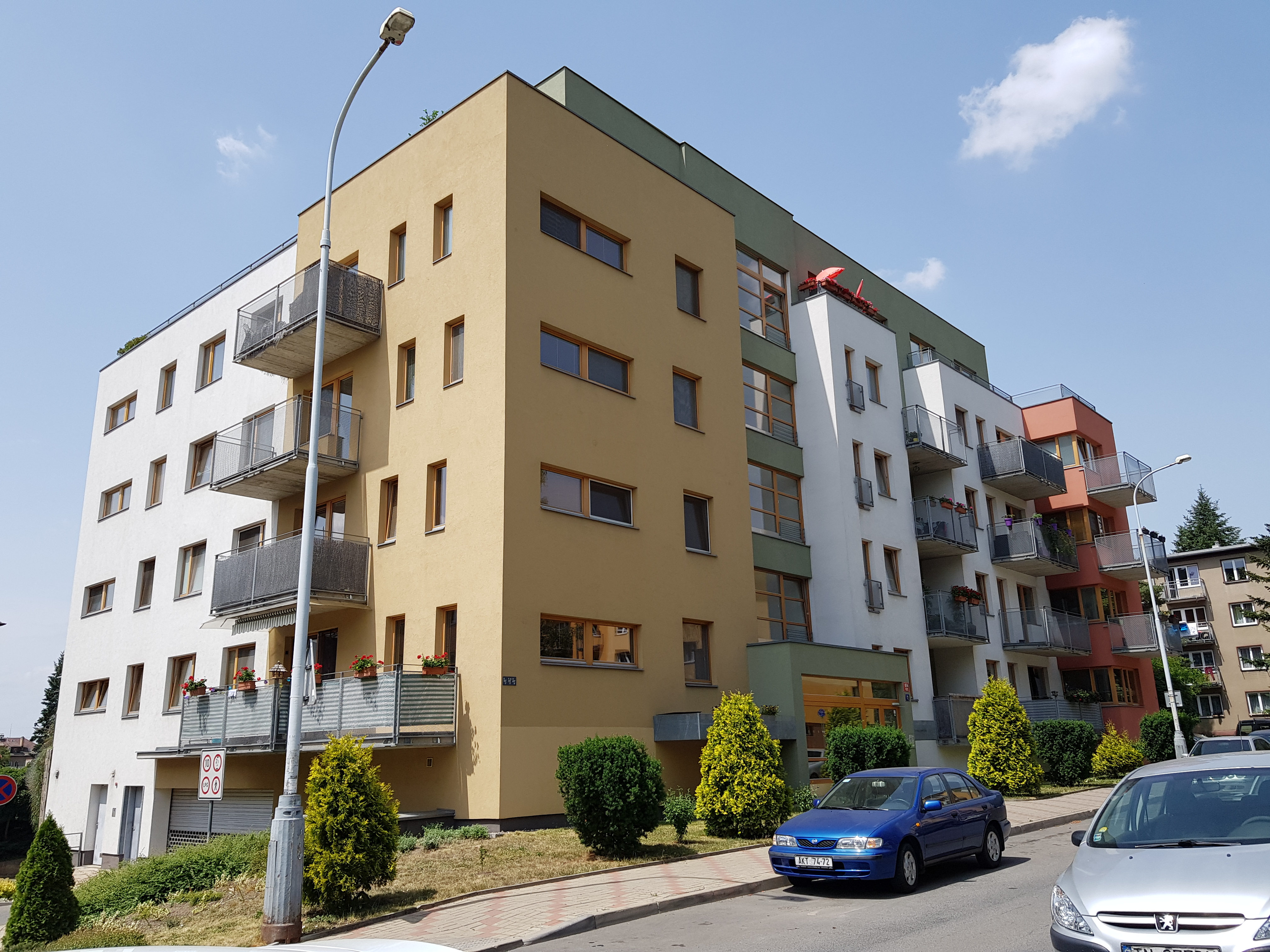
Bytový dům čp. 954/7.
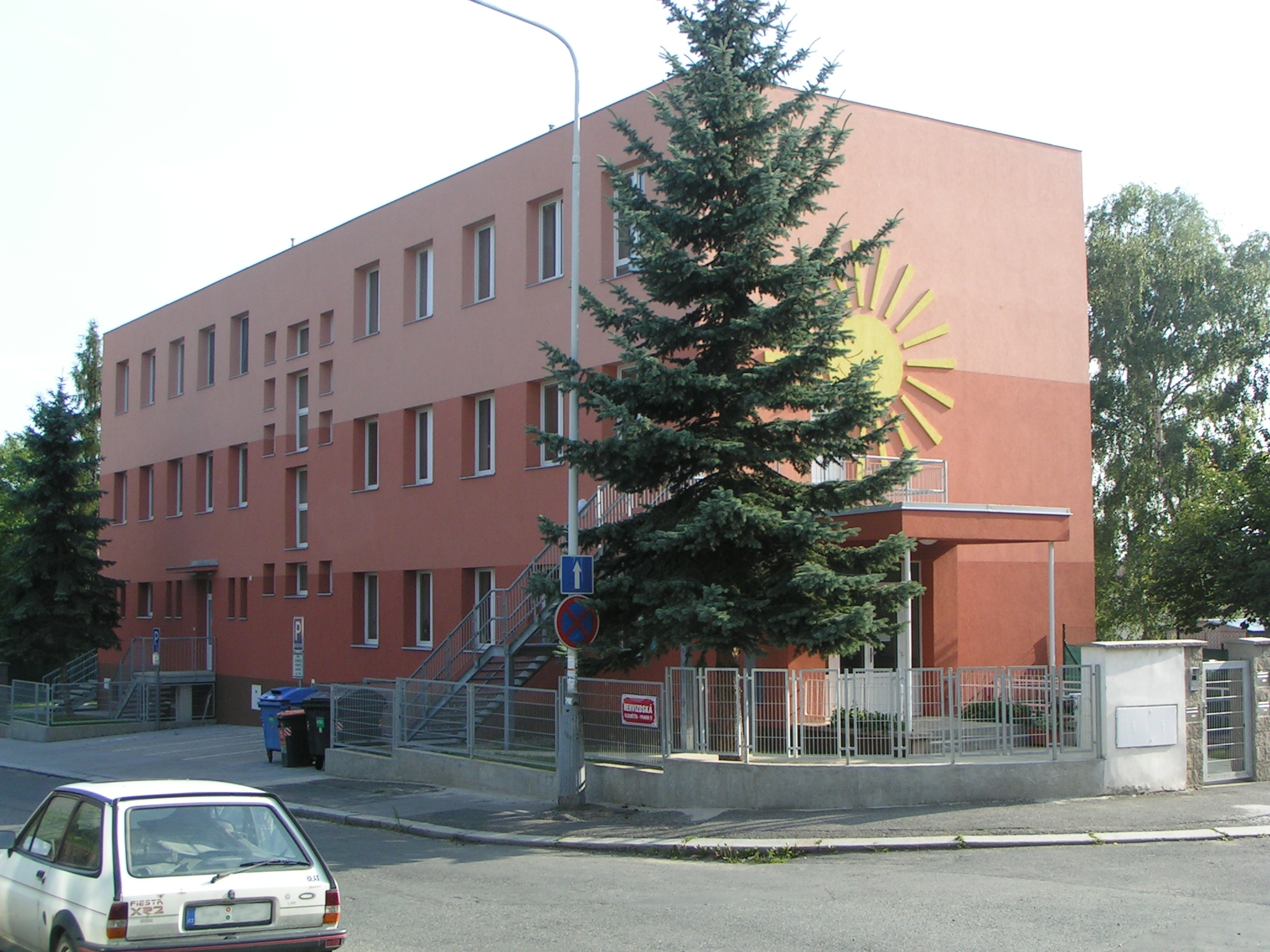
Mateřská škola na rohu Nehvizdské a Sadské.
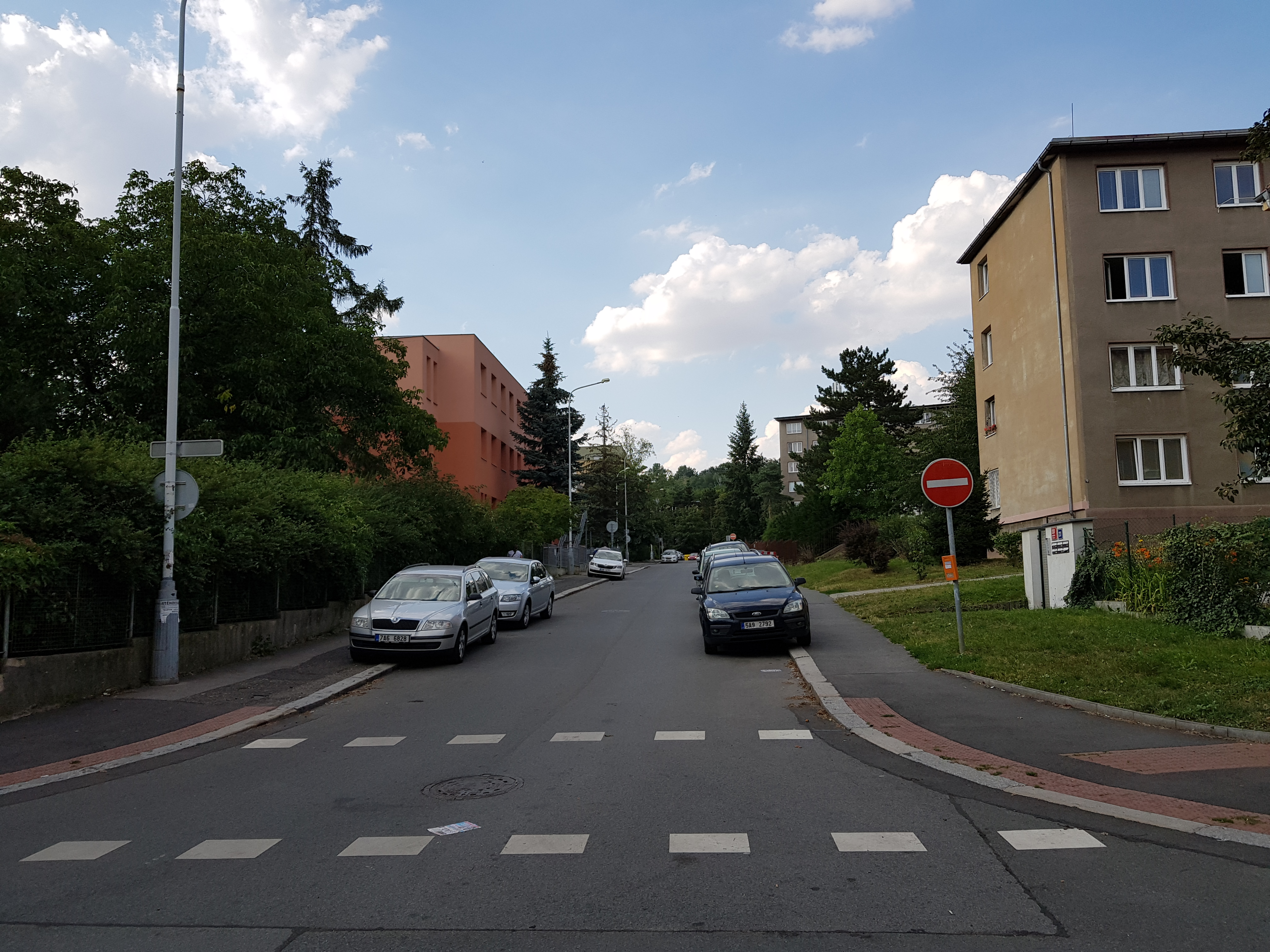
Pohled od ulice Mochovské severním směrem